# Burgstraße (Hamburg)
Die Burgstraße ist eine Hauptverkehrsstraße in den Hamburger Stadtteilen Borgfelde und Hamm, deren Stadtteilgrenze sie auf gesamter Länge bildet, im Bezirk Hamburg-Mitte. Sie ist Teil der Bundesstraße 5, ihre amtliche Schlüsselnummer ist B719.

## Name, Verlauf und Geschichte

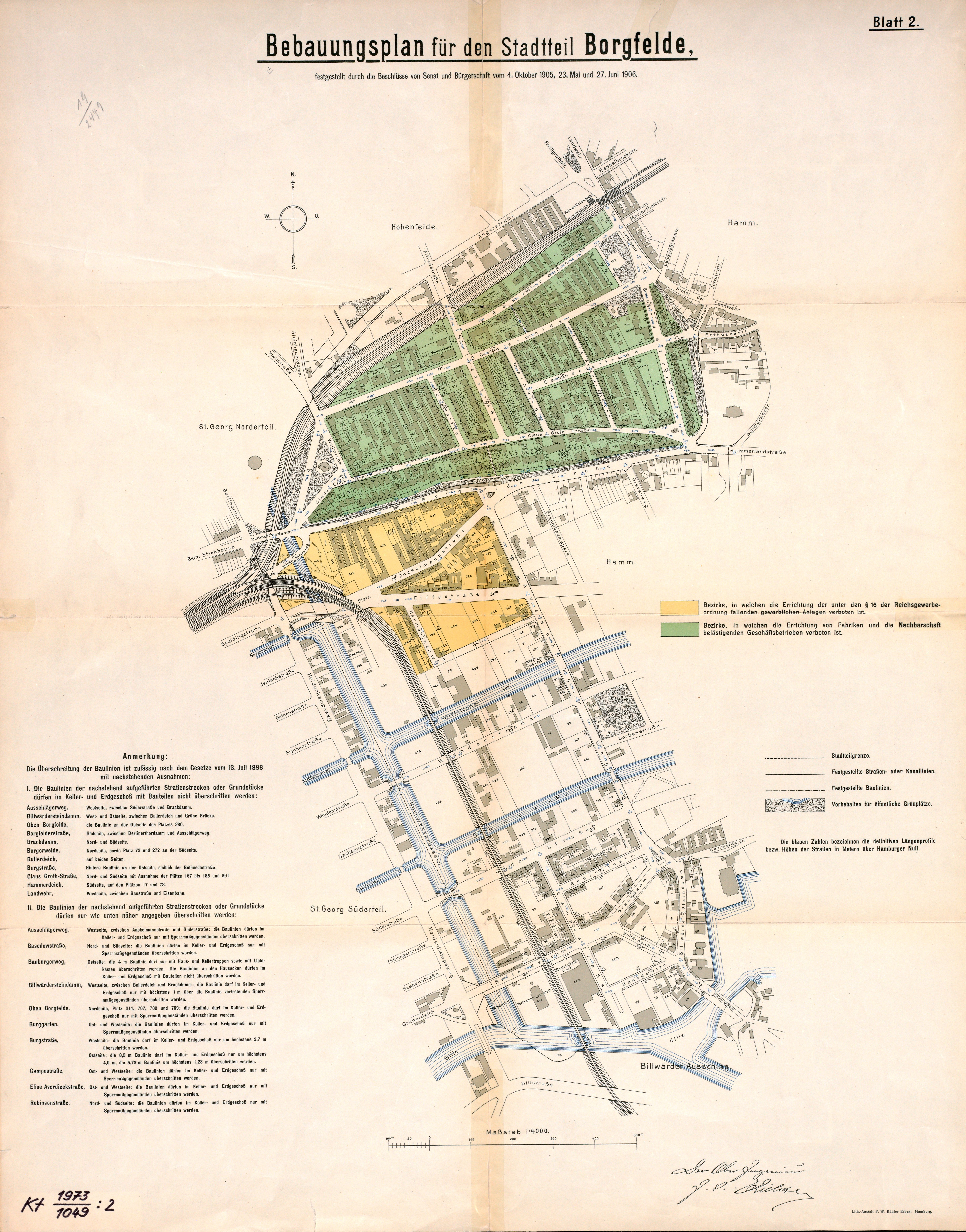
Bebauungsplan für Borgfelde von 1906 mit der Burgstraße im Nordosten.

Die Burgstraße, die ihren Namen entweder von einem früheren Anwesen der Ritter von Hamme oder aber von ihrer Lage auf dem Borgfeld ableitet und seit 1853 diesen Namen trägt, beginnt nördlich des Straßenzuges Borgfelder Straße / Hammer Landstraße als Verlängerung des Grevenweges. Sie endet am Straßenzug Bürgerweide / Sievekingsallee. Nördlich davon verläuft die B5 weiter unter dem Namen Landwehr. Ursprünglich ging sie leicht östlich versetzt vom Grevenweg, der damals anstelle der heutigen Von-Graffen-Straße in die Borgfelder Straße mündete, nach Norden von der Hammer Landstraße ab. Im Norden traf sie an ihrem Ende zusätzlich zur Landwehr noch auf die Straße Hinter der Landwehr, die heute an diesem Ende unter dem Namen Carl-Petersen-Straße in einer Kehre endet. In beiden Richtungen verläuft die Burgstraße, die auf ganzer Länge zur Bundesstraße 5 gehört, zwischen der Dreieinigkeitskirche und der Bethesdastraße lediglich einspurig, während das nördliche Teilstück zweispurig ausgebaut ist. Begleitend zum Straßenzug Borgfelder Straße / Hammer Landstraße quert die Veloroute 8 (Innenstadt – Bergedorf), die dort durch den Grünzug führt, die Burgstraße. Dort beginnt die Veloroute 13 (Hamm – Altona), die nach Norden bis zur Bethesdastraße, wo sie nach Osten abknickt, die Burgstraße entlang führt. Mit Ausnahme der nachstehend aufgeführten Gebäude, befindet sich in der Burgstraße, die im Zweiten Weltkrieg weitestgehend zerstört wurde, Zeilen-Wohnbebauung der 1950er und 1960er Jahre.

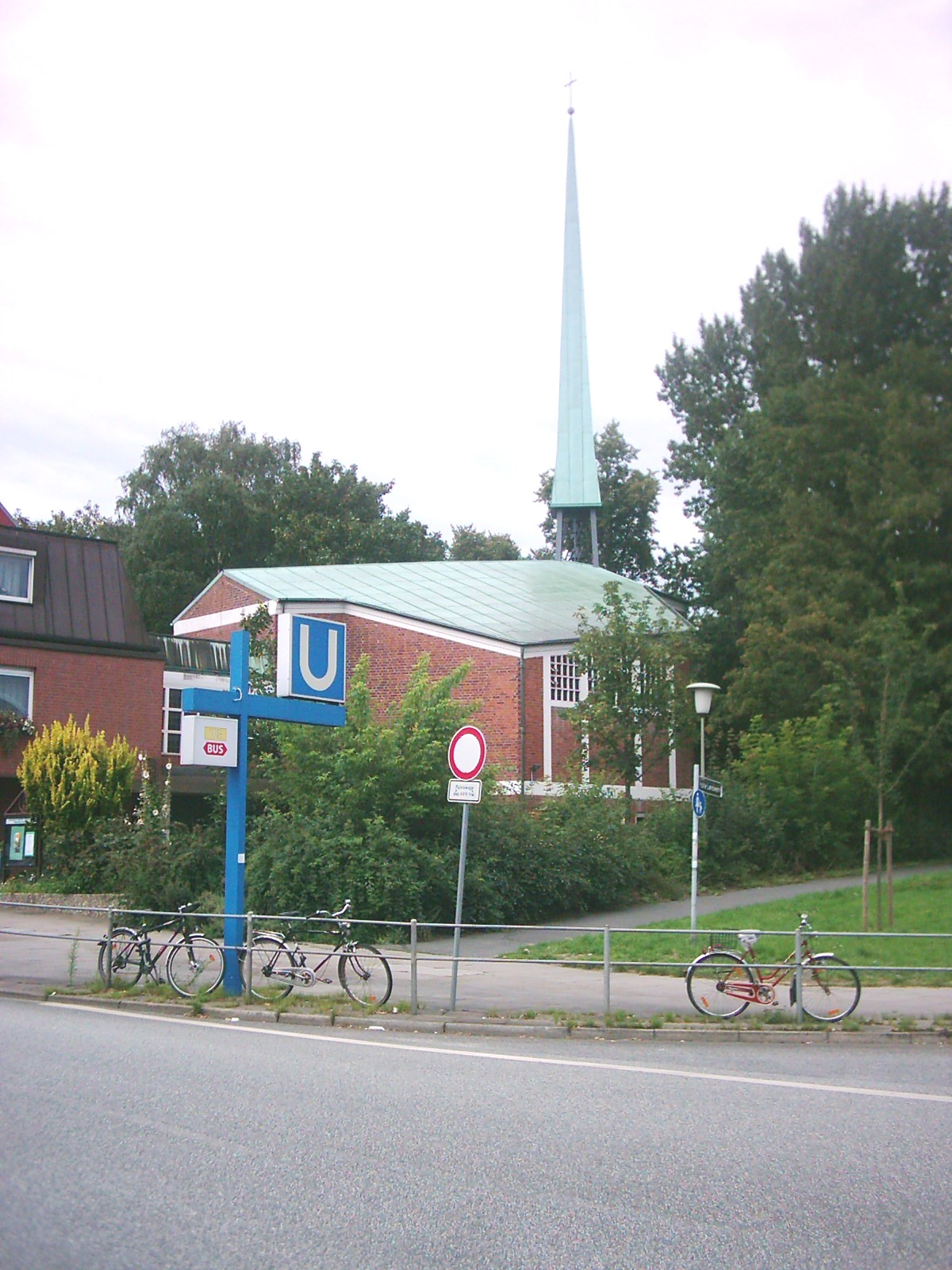
Dreieinigkeitskirche der SELK.

In der Hausnummer 10 steht auf Hammer Seite direkt nördlich des U-Bahnhofs mit der Kirche zur Heiligen Dreieinigkeit die Gottesdienststätte einer der beiden Hamburger Gemeinden der Selbständigen Evangelisch-Lutherischen Kirche. Sie gehört zu deren Kirchenbezirk Niedersachsen-Ost. Der heutige Kirchenbau wurde 1958 nach Plänen von Gerhard Langmaack errichtet. Die Wandmalereien im Innern schuf Helmuth Uhrig. Der ursprüngliche Kirchenbau von 1896, der im Zweiten Weltkrieg zerstört wurde, befand sich auf einer Verkehrsinsel an der Straßenecke zur Claus-Groth-Straße.

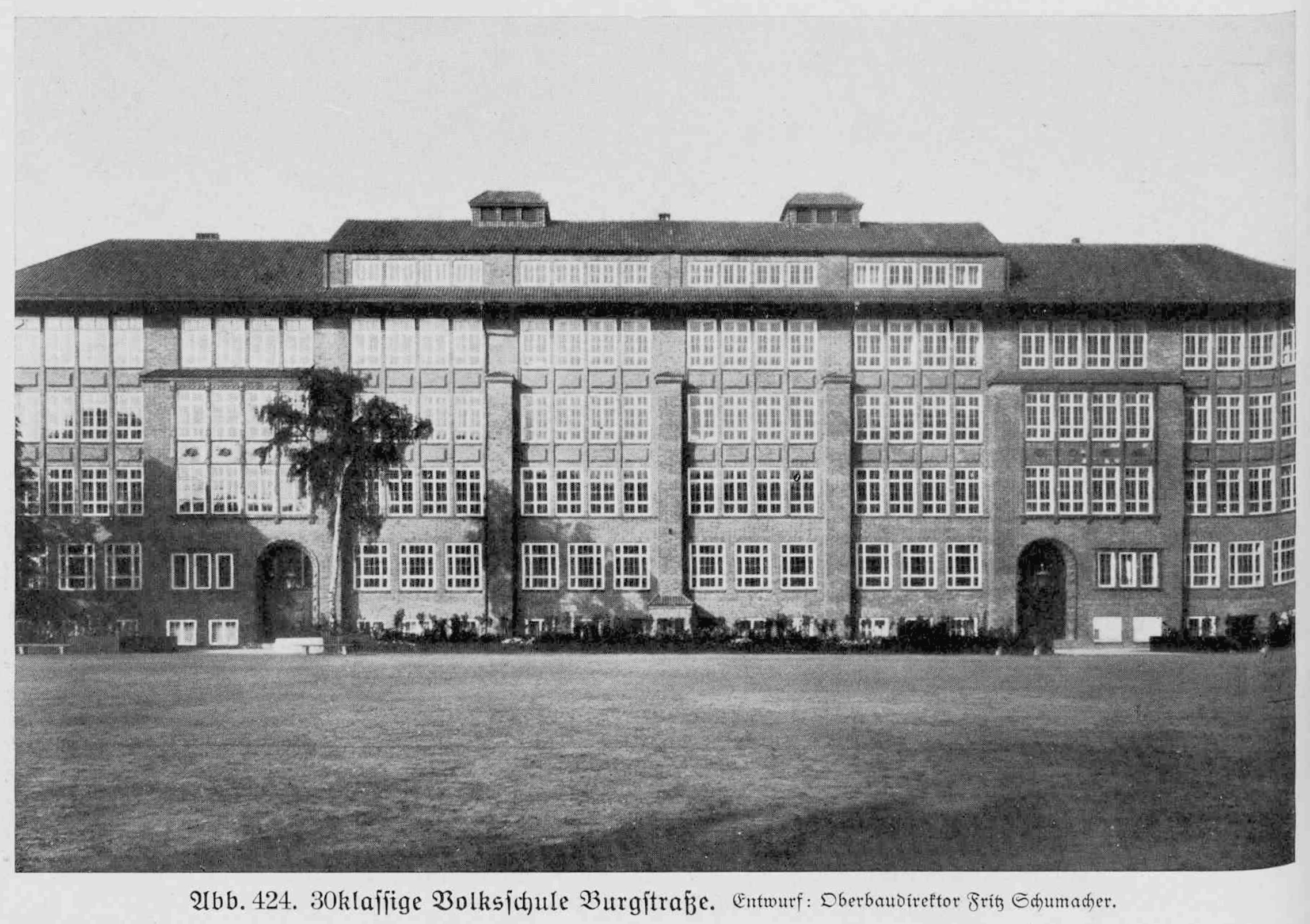
Das Schulgebäude Burgstraße 33 und 35 beherbergt heute die Berufliche Schule Burgstraße.

In der Hausnummer 33 bis 35 auf Borgfelder Seite befindet sich das Schulgebäude der Schule Burgstraße. Es wurde 1920/21 nach Plänen von Fritz Schumacher für die damalige Volksschule Burgstraße, die unter anderem von 1925 bis 1929 von Loki Schmidt besucht wurde, errichtet. Nach dem Zweiten Weltkrieg wurden zusätzlich zur Volksschule eine Hilfsschule und – bis zum Umzug in die Hammer Straße 1964 – die Hamburger Gehörlosenschule, die zuvor von 1873 bis zur Zerstörung 1943 quasi „um die Ecke“ in der Bürgerweide residierte, mit aufgenommen. Nachdem die Haupt- und Realschule Burgstraße geschlossen wurde, nutzte ab 1978 die Berufsschule für Friseure das Gebäude. Gegen die Schließung der Haupt- und Realschule hatte es erhebliche Proteste bis hin zum Schulstreik gegeben. Heute befindet sich in dem denkmalgeschützten Bauwerk die Berufliche Schule Burgstraße, die außer für Friseure auch für Kosmetiker, Maskenbildner, die generalistische Pflegeausbildung nach dem Pflegeberufereformgesetz und die duale Ausbildungsvorbereitung für Jugendliche ohne Ausbildungsplatz zuständig ist. Auf dem Schulhof befand sich in der Nachkriegszeit ein Nissenhüttenlager. Dies führte zu mehreren Protestaktionen von Eltern, die die Räumung forderten. Die alte Turnhalle der Schule, die bereits seit 1915 vom HTB 62 genutzt wurde, wurde zur Mediathek und Cafeteria umgebaut und stattdessen eine unterirdische neue Turnhalle erbaut.

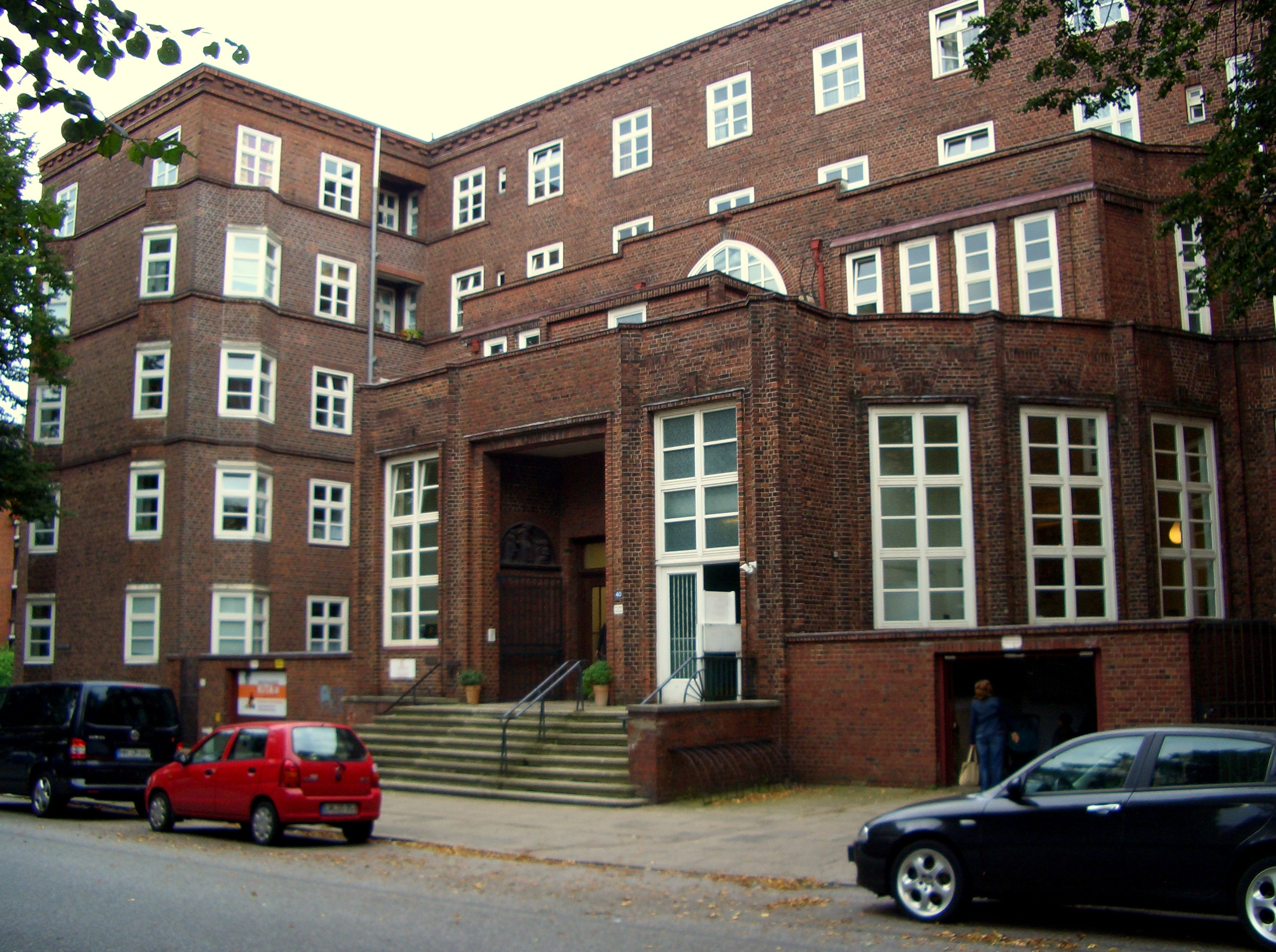
Im ehemaligen AOK-Gebäude befindet sich heute unter anderem eine Kindertagesstätte.

Nördlich der Schule steht an der Ecke zur Bethesdastraße das ehemalige AOK-Gebäude, das 1925 bis 1927 nach Plänen von Distel & Grubitz erbaut wurde und unter Denkmalschutz steht. Im Eingang befinden sich zwei Reliefs von Ludwig Kunstmann, die die Sorge für die Jugend und für das Alter symbolisieren. Seit dem Auszug der AOK wird das Gebäude unter anderem von der Pestalozzi-Stiftung Hamburg für eine Kindertagesstätte und für eine sozialpsychiatrische Begegnungsstätte genutzt.
Von 1886 bis zur Zerstörung im Bombenkrieg am 25. Juli 1943 befand sich das von Elise Averdieck in St. Georg gegründete Bethesda-Krankenhaus zwischen Bethesdastraße und Bürgerweide ebenfalls auf der Borgfelder Seite der Burgstraße. Es hatte bis zu 130 Betten. Nach einer provisorischen Unterbringung in der Hammer Landstraße befindet es sich seit den 1950er Jahren in Bergedorf. Heutzutage steht auf dem Grundstück typische Rotklinker-Wohnbebauung der Nachkriegszeit.

## Öffentlicher Personennahverkehr

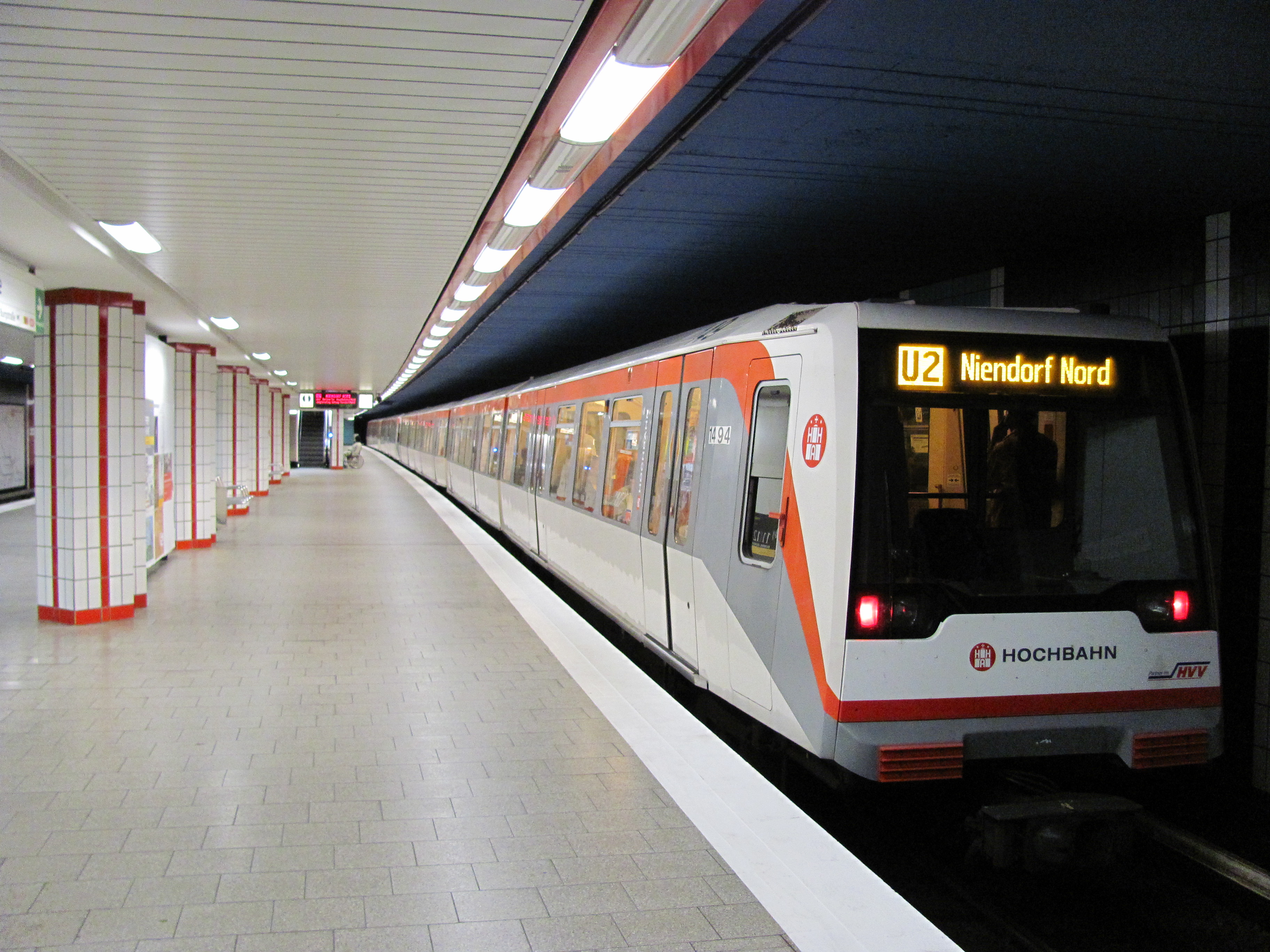
Der U-Bahnhof Burgstraße liegt nördlich der Hammer Landstraße zwischen Burgstraße und Sievekingdamm in Tunnellage.

Östlich der Burgstraße befindet sich der U-Bahnhof Burgstraße der U-Bahn-Linien U2 und U4 in Tunnellage. Er wurde 1967 nach Plänen von Fritz Trautwein für die Billstedter U-Bahn errichtet. Eine derartige Linie war bereits seit den 1920er Jahren geplant und auch von den Bürgervereinen aus Hamm, Horn und Billstedt gefordert worden. Aber erst im Mai 1962 wurde mit dem Bau der Linie begonnen. Am Bahnhofsgebäude befindet sich ein Edelstahlrelief von Walter Siebelist. 2014 wurde die Station barrierefrei ausgebaut. Sie erhielt dafür einen Vertikalaufzug, ein Blindenleitsystem und die Bahnsteige wurden teilweise erhöht. Die ursprünglich als Kehrschleife für die aus der Innenstadt bis hierher zurückgezogene Straßenbahn errichtete oberirdische Anlage dient heute dem Busverkehr. Am Bahnhof gibt es eine Bike+Ride-Anlage mit insgesamt 114 Stellplätzen, davon sieben Schließfächer und 24 Mietstellplätze, und eine Stadtradstation. Der in den 1950er Jahren geplante aber nicht realisierte Alsterhalbring hätte die Billstedter Linie an der Haltestelle Burgstraße kreuzen sollen.
Fußläufig ist nördlich der Burgstraße in wenigen Minuten der Bahnhof Landwehr zu erreichen, der von Zügen der S-Bahn-Linie S1 bedient wird.

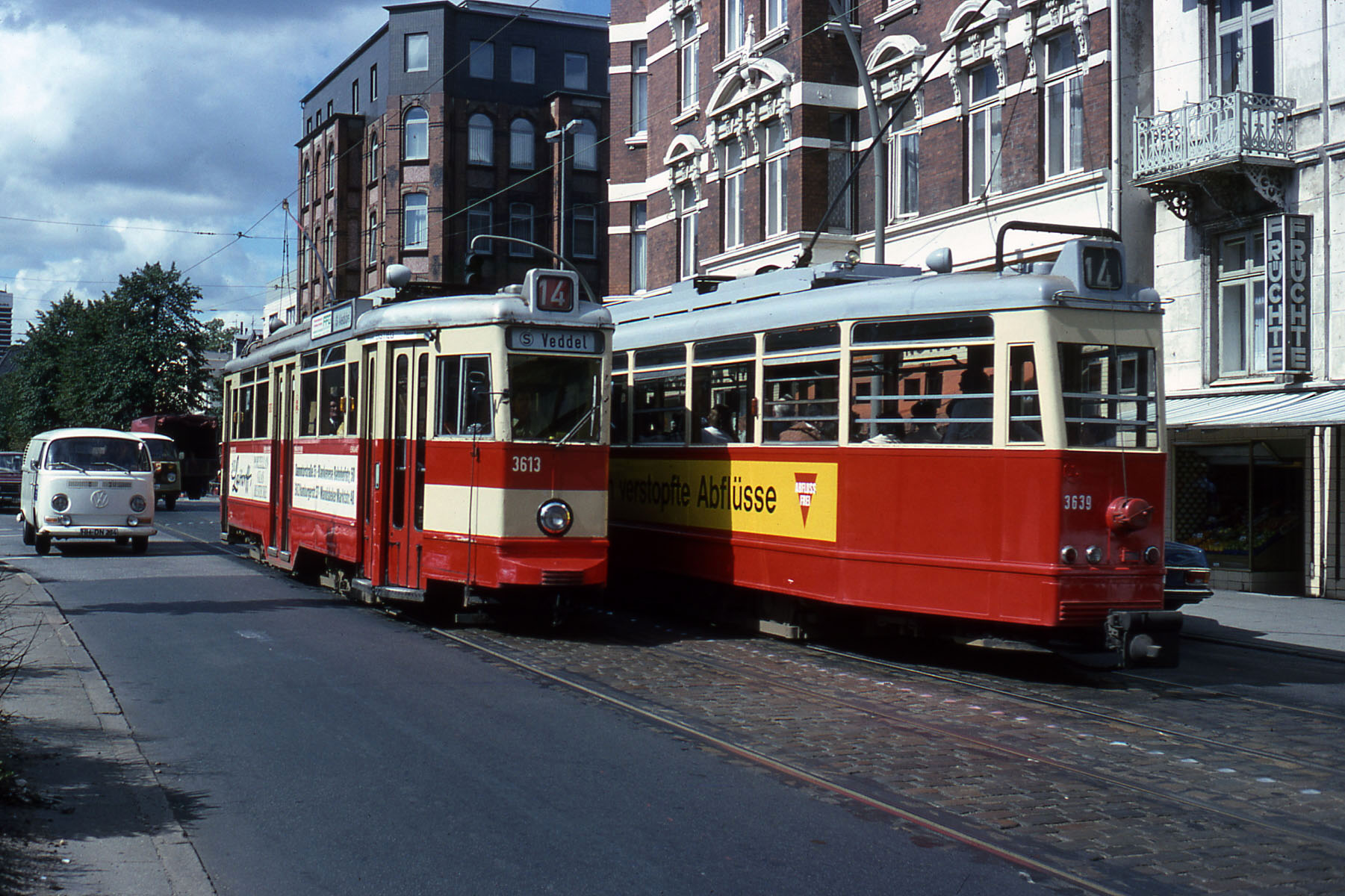
Straßenbahnen der Linie 14 in der Landwehr, einer nördlichen Verlängerung der Burgstraße.

Zum 10. Dezember 1892 fuhr mit der Linie 13 der Straßen-Eisenbahn-Gesellschaft (SEG) erstmals die Straßenbahn als Pferdebahn durch die Burgstraße. Sie kam aus der Innenstadt und führte über den Graumannsweg, die Freiligrathstraße und die Landwehr bis zur Hammer Landstraße. Diese Strecke wurde im November 1895 elektrifiziert und fuhr nun im Westen bis Eimsbüttel und ab Dezember 1910 bis Groß Borstel. Zum 1. März 1893 folgte die Linie 22 der SEG, die ebenfalls als Pferdebahn aus Altona kommen über die Innenstadt, die Große Allee (heutige Adenauerallee), Berliner Tor und Borgfelder Straße bis zur Burgstraße führte. Im August 1896 wurde auch diese Strecke elektrifiziert und 1898 zum Borstelmannsweg verlängert. Ab August 1916 fuhr statt der Linie 13 die Linie 11 aus Langenfelde kommend durch die Burgstraße. 1919 wurde die SEG von der Hamburger Hochbahn übernommen. Ab 15. Dezember 1924 bediente auch der sogenannte Alsterring (Linie 27) von Altona kommend über Schlump, Hallerstraße, Mittelweg, Mühlenkamp, Mundsburg, Kuhmühle, Güntherstraße und Landwehr und weiter bis zur Diagonalstraße die Burgstraße.
1954 wurde dann das Liniensystem grundlegend neu gestaltet und nunmehr fuhr die Linie 15 (Elbchaussee, Altonaer Rathaus, Eimsbüttel, Eppendorf, Winterhude, Uhlenhorst, Borgfelde, Hamm) durch die Burgstraße. Bis 1967 hatten auch die Linien 2 und 4 aus dem Nordwesten (Schnelsen bzw. Niendorf) über Lokstedt, Dammtor und die Innenstadt und dann weiter bis zur Horner Rennbahn und die Linie 7 aus Othmarschen über Altona, Innenstadt und dann Weiter nach Billstedt sowie bis 1968 die Linie 1 von Schenefeld über Lurup, Bahrenfeld, Altona, Innenstadt und dann weiter nach Billstedt in Höhe der Burgstraße einen Halt an der Hammer Landstraße. Das Teilstück von der Burgstraße zur Horner Rennbahn wurde bis 1971 als Linie 5 weiterbetrieben. Von September 1969 bis September 1970 fuhr kurzzeitig die Linie 19 vom Bahnhof Burgstraße über die Bürgerweide bis nach Billbrook. Seit im Mai 1977 die Linie 15, die im September 1971 auch den Streckenweg der Linie 5 bis zur Horner Rennbahn übernommen hatte und seit Juli 1976 die Liniennummer 14 trug, eingestellt wurde, fährt die Straßenbahn nicht mehr durch die Straße.
Statt der Straßenbahn fuhr zunächst die Buslinie 106 durch die Burgstraße, die auf dem Teilstück von Eppendorf bis zur Veddel die Linie 14 ersetzt hatte. 2001 wurde aus dem 106er die heutige Metrobuslinie 25. Diese verbindet den Bahnhof Mundsburg der U3 mit der Haltestelle Burgstraße, an der eine Umsteigemöglichkeit zur U2/U4 besteht. Ursprünglich endete die Linie 25 an der Burgstraße, wurde aber 2008 bis zum Bahnhof Hasselbrook verlängert. Später wurde das östliche Ende der Linie Richtung Hammerbrook verlegt. Die zuschlagpflichtige Schnellbuslinie 31 fährt aus der Innenstadt kommend gen Osten über Horn, Billstedt Lohbrügge, Bergedorf und Geesthacht bis nach Lauenburg/Elbe. Die nähere Umgebung wird durch die Stadtbuslinien 130 (Richtung U/S Elbbrücken) und 261 (Richtung U/S Berliner Tor und U/S Barmbek) erschlossen. Nachts fährt die Nachtbuslinie 606 (Richtung Innenstadt und Langenhorn Markt) durch die Straße. Auf der Hammer Landstraße fährt zudem die Nachtbuslinie 609 (Richtung Innenstadt und Bergedorf), der ebenfalls an der Haltestelle Burgstraße hält. An Wochenenden fährt der Metrobus 25 auch nachts.